# 13231 Blondelet
13231 Blondelet eller 1998 BL14 är en asteroid i huvudbältet som upptäcktes den 17 januari 1998 av OCA–DLR Asteroid Survey (ODAS). Den är uppkallad efter Jacques Blondelet.
Asteroiden har en diameter på ungefär 8 kilometer och den tillhör asteroidgruppen Themis.